# Klemmerich
Klemmerich este o arie protejată (arie de protecție specială avifaunistică — SPA) din Austria întinsă pe o suprafață de 427,9 ha, integral pe uscat.

## Localizare
Centrul sitului Klemmerich este situat la coordonatele 47°36′18″N 12°36′39″E / 47.605°N 12.6108°E.

## Înființare
Situl Klemmerich a fost declarat arie de protecție specială avifaunistică în aprilie 2000 pentru a proteja 5 specii de animale.

## Biodiversitate
Situată în ecoregiunea alpină, aria protejată nu include niciun habitat protejat.
La baza desemnării sitului se află mai multe specii protejate de  păsări (5): ciocănitoare neagră (Dryocopus martius), ciuvică (Glaucidium passerinum), ciocănitoare de munte (Picoides tridactylus), cocoșul de mesteacăn (Tetrao tetrix tetrix),  cocoș de munte (Tetrao urogallus).
Pe lângă speciile protejate, pe teritoriul sitului au mai fost identificate 1 specie de plante.